# Deepika Padukone
Deepika Padukone, född 5 januari 1986 i Köpenhamn, är en indisk skådespelerska och fotomodell. Hon har tilldelats två Filmfare Awards: en för Om Shanti Om (2007) och en för Goliyon Ki Raasleela Ram-Leela (2013).	